# M. Agiejew
M. Agiejew (ros. М. Агеев) – pseudonim literacki, pod którym ukazała się drukiem jedna powieść, Romans z kokainą (1934, Роман с кокаином).
Autor naprawdę nazywał się najprawdopodobniej Mark Łazariewicz Lewi (Марк Лазаревич Леви) i urodził się około 1900 w Rosji, zapewne w Moskwie, skąd wyemigrował początkowo do Niemiec, a potem do Turcji. Rękopis powieści przesłano w 1933 lub 1934 z Istambułu. Utwór wydrukowało w odcinkach pismo „Ilustrirowannaja żyzń”, a jeden z rozdziałów ukazał się w piśmie „Czisła” (1934, nr 6). Później (prawdopodobnie w 1936, daty publikacji nie podano) powieść ukazała się w Paryżu jako książka. Dalsze losy Marka Lewiego nie są całkowicie pewne, prawdopodobnie wrócił on do ZSRR i zmarł 5 VIII 1973 w Erywaniu. Paryska poetka emigracyjna Lidia Czerwinska, która znała Lewiego, potwierdziła, że M. Agiejew to jego pseudonim, miała się też dowiedzieć, że wrócił on do ZSRR. Jak wynika z dokumentów ambasady radzieckiej w Ankarze, a konkretnie ze znajdującego się w nich własnego życiorysu Marka Lewiego, opuścił on ZSRR i wyjechał do Niemiec w 1925, legalnie, z radzieckim paszportem, możliwe, że był współpracownikiem GPU. Mieszkał w Berlinie i Lipsku, w 1930 przeniósł się do Istambułu, gdzie od 1933 pracował w miejscowym oddziale francuskiego wydawnictwa „Hachette”. Lewi wspomina o powieści Romans z kokainą, zaznaczając, że nie była ona w najmniejszym stopniu antyradziecka i że napisał ją i opublikował w emigracyjnym wydawnictwie jedynie w celach zarobkowych. Życiorys dołączony był do prośby o pozwolenie na powrót do ZSRR. W 1939 Lewi pozwolenia takiego nie otrzymał, ale w maju 1942 władze tureckie nakazały mu opuszczenie terytorium kraju. Jak wynika z innych dokumentów, w ZSRR nie zezwolono mu na osiedlenie się w Moskwie, osiadł więc Erywaniu, gdzie uczył niemieckiego w Instytucie Języków Obcych Akademii Nauk Armeńskiej Republiki Radzieckiej. Nie opublikował w ZSRR żadnego utworu literackiego.
Powieść Romans z kokainą opowiada w pierwszej osobie losy młodego człowieka, Wadima Maslennikowa, który uzależnia się od narkotyku. Akcja obejmuje lata 1914–1919.
Rosyjski krytyk emigracyjny Nikita Struve przy okazji wznowienia utworu (1983) wysunął przypuszczenie, że autorem Romansu z kokainą jest Vladimir Nabokov, a Lewi jedynie pomógł w przeprowadzeniu mistyfikacji, wywożąc rękopis do Stambułu i wysyłając go stamtąd do Paryża. Rodzina Nabokova hipotezę tę stanowczo odrzuciła, Struve jednak się przy niej upierał. Szwajcarski tłumacz i literaturoznawca Felix Philipp Ingold wysunął przypuszczenie, że utwór jest owocem współpracy Lewiego i Nabokova. Pierwszy miał dostarczyć ogólnych zarysów fabuły, drugi zaś nadać całości kształt literacki. Otwarcie radzieckich archiwów w okresie pieriestrojki pozwoliło dowieść, że powieść odwołuje się do życia Lewiego, przedstawiona jest w niej m.in. moskiewska szkoła, do której Lewi uczęszczał, a imiona dwu jego kolegów z klasy są takie same jak imiona dwu postaci powieści. Ingold stwierdza jednak, że to bynajmniej nie przeczy jego tezie. Również Struve twierdzi, że Nabokov mógł w taki czy inny sposób poznać losy Lewiego i wykorzystać je w swojej prozie, uważa przy tym za znaczący fakt, że Lewi nie napisał już później żadnej innej powieści. Polski tłumacz Romansu z kokainą, Leszek Engelking, przyznaje, że da się dostrzec wyraźne podobieństwa stylistyczno-językowe między książką wydaną pod nazwiskiem Agiejewa a prozą autora Obrony Łuzyna, kładzie je jednak na karb zafascynowania młodego twórcy z Istambułu dziełem słynnego już wtedy w środowiskach rosyjskiej emigracji Nabokova.
Po przypomnieniu powieści w 1983 pojawiło się wiele jej przekładów na języki obce, m.in. francuski i angielski. Pieriestrojka pozwoliła na publikację dzieła w ZSRR. Na polski utwór przełożył Leszek Engelking. Tłumaczenie to ukazało się w 1997 nakładem Spółdzielni Wydawniczej Czytelnik.